# Cristina di Svezia (1943)
Cristina di Svezia (nome completo in svedese Christina Louise Helen, coniugata Magnuson; Solna, 3 agosto 1943) è una principessa svedese.

## Biografia

### Infanzia ed educazione

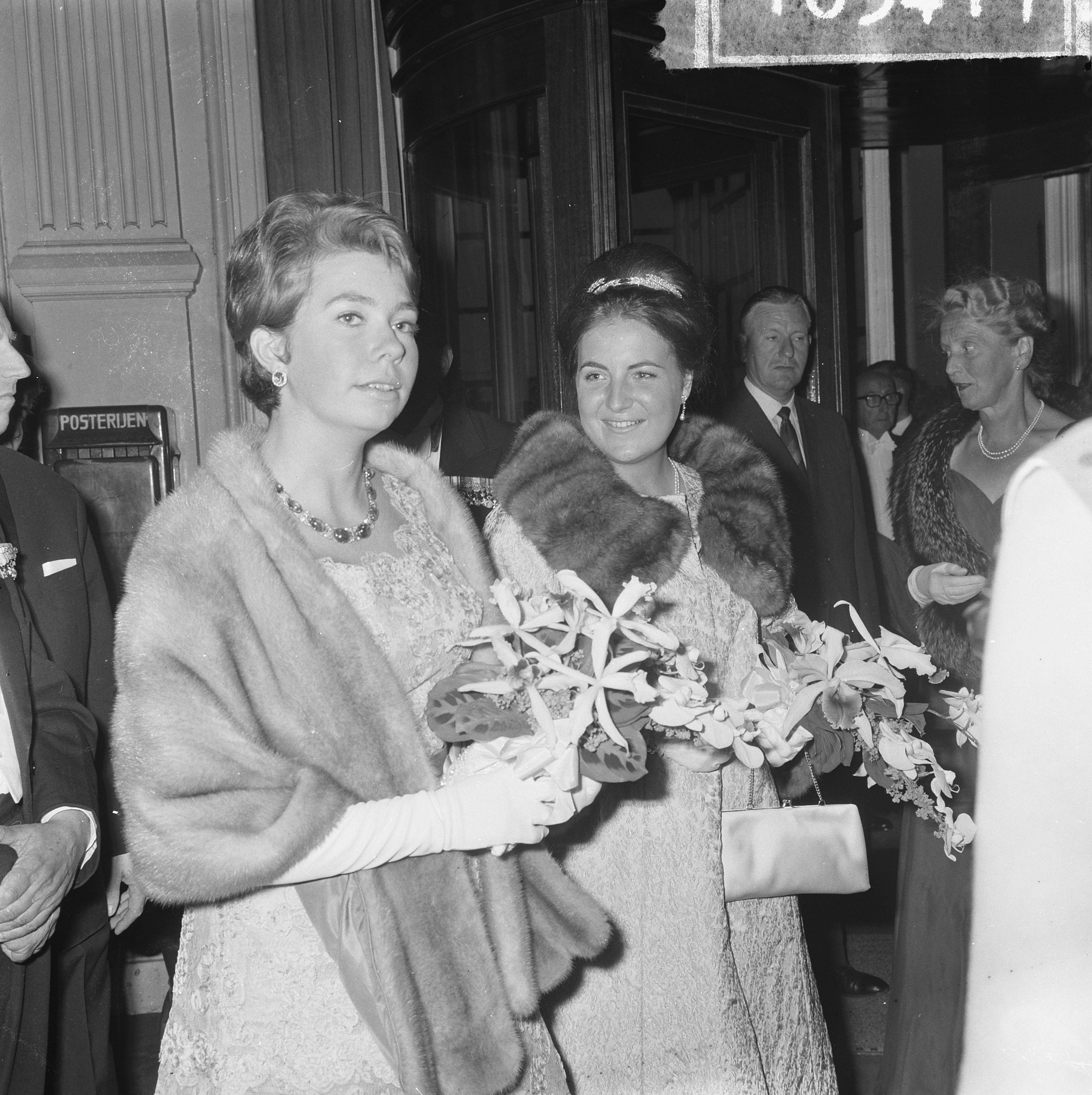
Cristina con Margherita dei Paesi Bassi nel 1964

Suo padre era il principe Gustavo Adolfo, figlio di Gustavo VI Adolfo e di Margherita di Connaught, e la madre era Sibilla di Sassonia-Coburgo-Gotha, figlia di Carlo Edoardo e di Vittoria Adelaide di Schleswig-Holstein-Sonderburg-Glücksburg. È sorella maggiore dell'attuale re di Svezia, Carlo XVI Gustavo. Nel 1947 rimase orfana del padre, quando questi perse la vita in un incidente aereo presso l'aeroporto di Kastrup, in Danimarca, di ritorno da una visita di Stato nei Paesi Bassi.
Si diplomò alla Scuola Francese nel 1963 e in seguito entrò al Radcliffe College dell'Università di Harvard. Studiò storia dell'arte all'Università di Stoccolma e lavorò per un anno e mezzo all'ufficio informazioni del Ministero degli affari esteri.
Parla fluentemente in svedese, inglese e francese.

### Attività

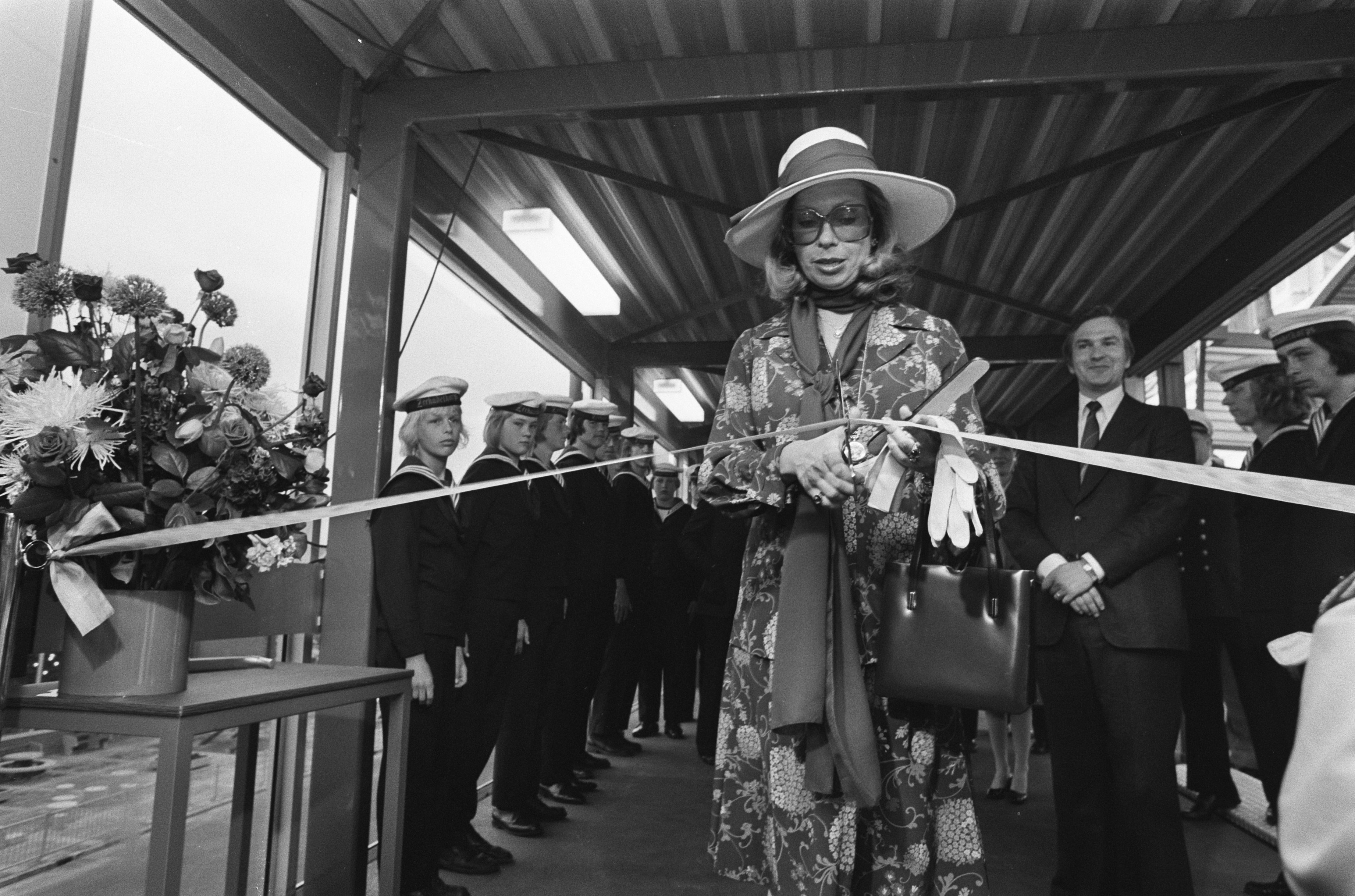
Cristina taglia il nastro dello Scandia Terminal ad Amsterdam nel 1975

Dalla morte di sua madre, nel 1972, aumentarono i suoi doveri ufficiali. Lavorò con la Croce Rossa, che presiedette dal 1993 al 2002, e con organizzazioni di danza, cultura e arte. Inoltre pubblicò in inglese e svedese l'autobiografia Days at Drottningholm (2016) e scrisse un libro sulla nonna mai conosciuta, Margherita di Connaught.
Nel 2018, in occasione del suo 75⁰ compleanno, annunciò il suo ritiro dal servizio pubblico.

### Matrimonio

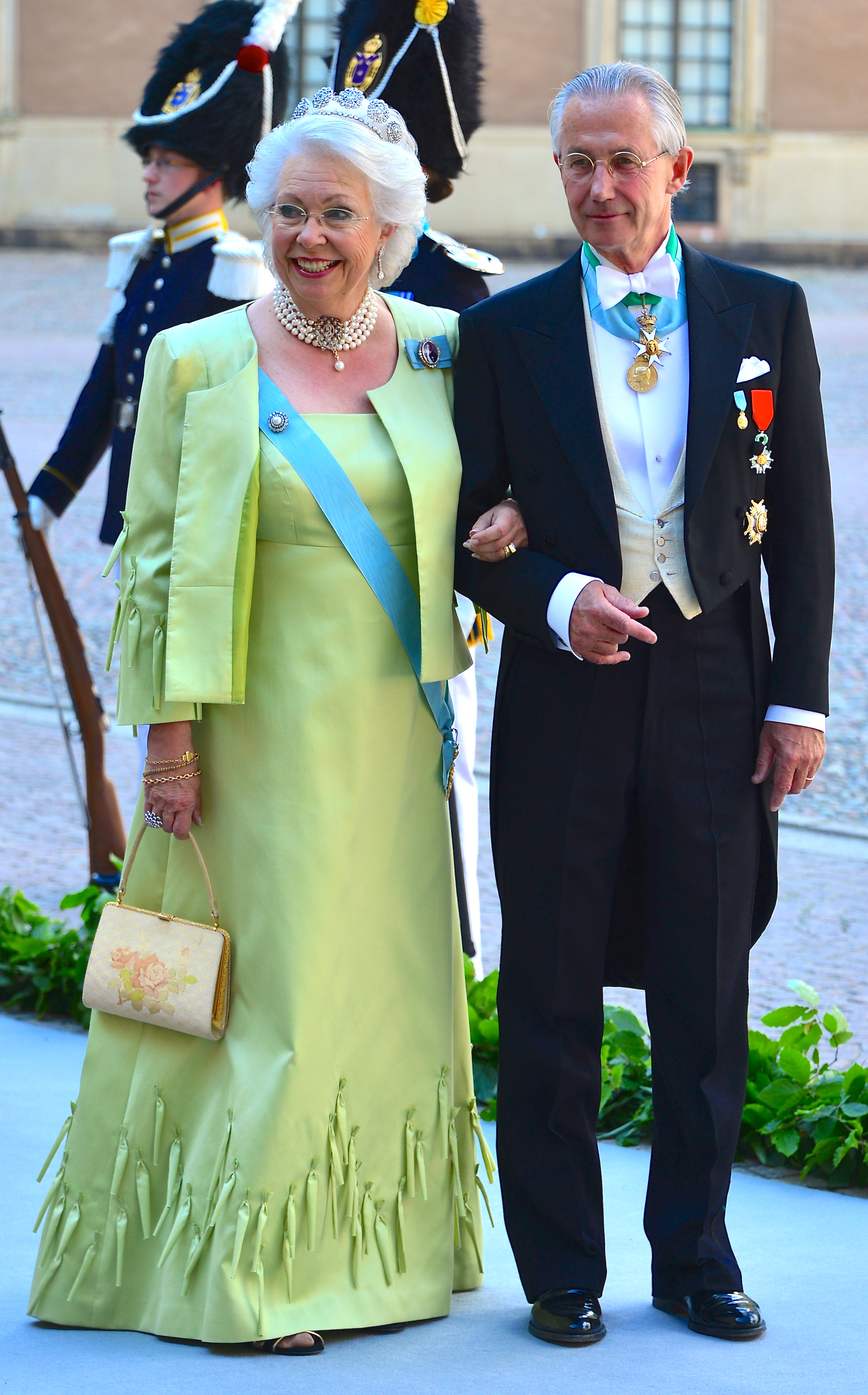
Cristina con il marito nel 2013

Nel 1961 incontrò Tord Gösta Magnuson a un pranzo a Stoccolma e il 1⁰ febbraio 1974 fu annunciato il loro fidanzamento.
Furono sposati il 15 giugno nella cappella del Palazzo Reale dall'arcivescovo Olof Sundby. Trattandosi di un matrimonio diseguale, all'epoca non approvato dalla Costituzione, Cristina perse il trattamento di Altezza Reale e il titolo di principessa di Svezia, ricevendo il titolo di cortesia di "principessa Cristina, signora Magnusson".

### Salute

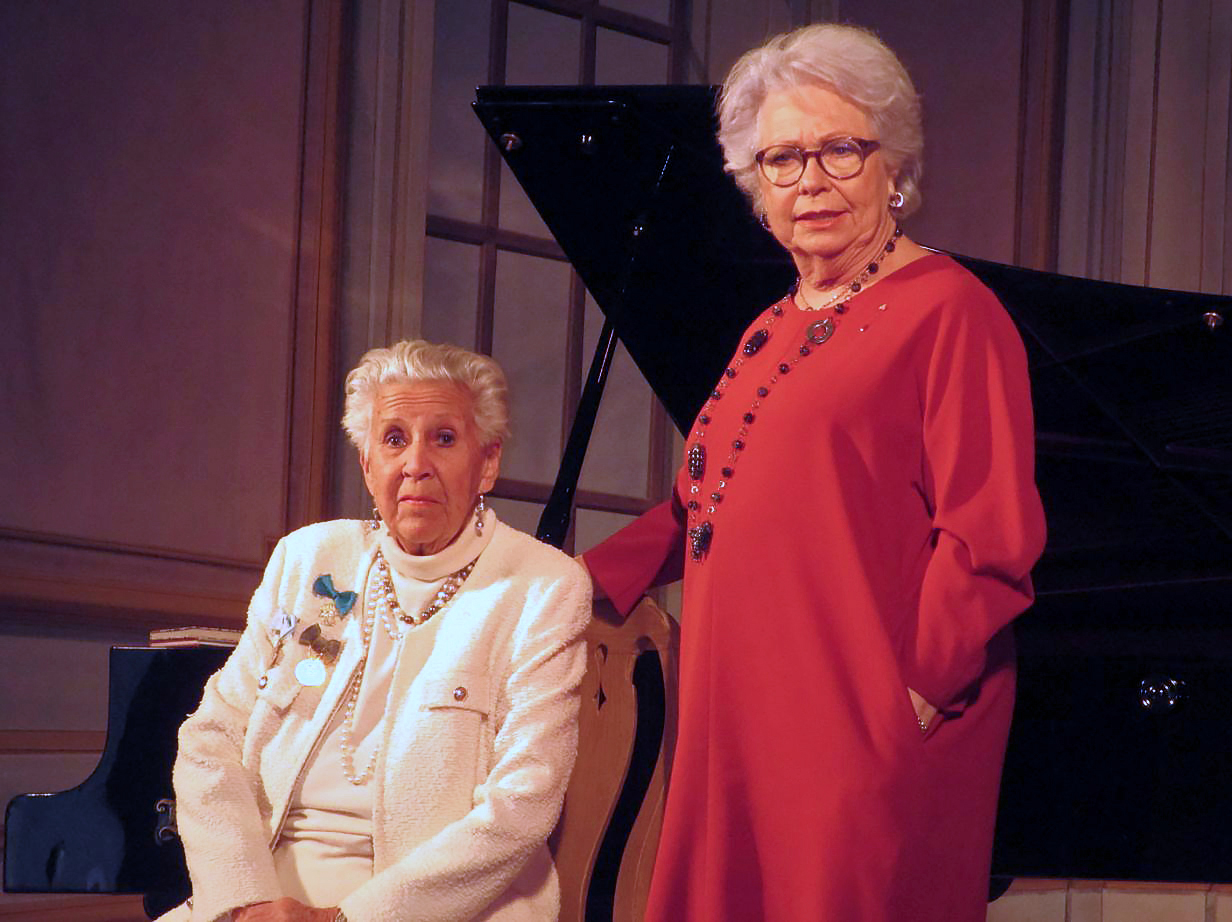
La cantante Kjerstin Dellert e Cristina all'Ulriksdal Palace Theatre nel 2016

Nel 2010 rivelò di essere guarita dal cancro al seno e nel 2016 fu annunciato che le era stata diagnosticata la leucemia cronica. Dopo cure fallite, subì un trapianto di cellule staminali nel 2017.

## Discendenza
Cristina di Svezia e Tord Magnuson ebbero tre figli e cinque nipoti:
- Carl Gustaf Victor (nato l'8 agosto 1975) ha sposato Vicky Elisabeth Andrén (1983) nel 2013:[4]
  - Désirée Elfrida Christina (11 luglio 2014).
- Tord Oscar Frederik (nato il 20 giugno 1977) ha sposato Emma Emelie Charlotte Ledent (1981) nel 2011:[5]
  - Carl Albert Maurice (10 febbraio 2013)
  - Henry Guy Tord (16 ottobre 2015)
- Victor Edmund Lennart (nato il 10 settembre 1980) ha sposato Frida Louise Bergström (1980) nel 2017:[6]
  - Edmund Bengt Lennart (11 dicembre 2012);
  - Sigvard Hans Gösta (25 agosto 2015).

## Titoli e trattamento
- 3 agosto 1943 - 15 giugno 1974: Sua Altezza Reale, la principessa Cristina di Svezia
- 15 giugno 1974 - attuale: Principessa Cristina, signora Magnuson

## Ascendenza
|                                                               |                          |                                                                 | Genitori                                                    |  |  | Nonni |  |  | Bisnonni            |  |  | Trisnonni          |  |
|                                                               |                          |                                                                 |                                                             |  |  |       |  |  | Gustavo V di Svezia |  |  | Oscar II di Svezia |  |
|                                                               |                          |                                                                 |                                                             |  |  |       |  |  | Gustavo V di Svezia |  |  | Oscar II di Svezia |  |
|                                                               |                          | Sofia di Nassau                                                 |                                                             |  |  |       |  |  | Gustavo V di Svezia |  |  |                    |  |
| Gustavo VI Adolfo di Svezia                                   |                          |                                                                 |                                                             |  |  |       |  |  | Gustavo V di Svezia |  |  |                    |  |
|                                                               |                          | Vittoria di Baden                                               | Federico I di Baden                                         |  |  |       |  |  |                     |  |  |                    |  |
|                                                               |                          | Vittoria di Baden                                               | Federico I di Baden                                         |  |  |       |  |  |                     |  |  |                    |  |
|                                                               |                          | Vittoria di Baden                                               | Luisa di Prussia                                            |  |  |       |  |  |                     |  |  |                    |  |
| Gustavo Adolfo di Svezia                                      |                          | Vittoria di Baden                                               |                                                             |  |  |       |  |  |                     |  |  |                    |  |
|                                                               |                          | Arturo, duca di Connaught e Strathearn                          | Alberto di Sassonia-Coburgo-Gotha                           |  |  |       |  |  |                     |  |  |                    |  |
|                                                               |                          | Arturo, duca di Connaught e Strathearn                          | Alberto di Sassonia-Coburgo-Gotha                           |  |  |       |  |  |                     |  |  |                    |  |
|                                                               |                          | Arturo, duca di Connaught e Strathearn                          | Vittoria del Regno Unito                                    |  |  |       |  |  |                     |  |  |                    |  |
| Margherita di Connaught                                       |                          | Arturo, duca di Connaught e Strathearn                          |                                                             |  |  |       |  |  |                     |  |  |                    |  |
|                                                               |                          | Luisa Margherita di Prussia                                     | Federico Carlo di Prussia                                   |  |  |       |  |  |                     |  |  |                    |  |
|                                                               |                          | Luisa Margherita di Prussia                                     | Federico Carlo di Prussia                                   |  |  |       |  |  |                     |  |  |                    |  |
|                                                               |                          | Luisa Margherita di Prussia                                     | Maria Anna di Anhalt                                        |  |  |       |  |  |                     |  |  |                    |  |
| Cristina di Svezia                                            |                          | Luisa Margherita di Prussia                                     |                                                             |  |  |       |  |  |                     |  |  |                    |  |
|                                                               | Leopoldo, duca di Albany | Alberto di Sassonia-Coburgo-Gotha                               |                                                             |  |  |       |  |  |                     |  |  |                    |  |
|                                                               | Leopoldo, duca di Albany | Alberto di Sassonia-Coburgo-Gotha                               |                                                             |  |  |       |  |  |                     |  |  |                    |  |
|                                                               | Leopoldo, duca di Albany | Vittoria del Regno Unito                                        |                                                             |  |  |       |  |  |                     |  |  |                    |  |
| Carlo Edoardo di Sassonia-Coburgo-Gotha                       | Leopoldo, duca di Albany |                                                                 |                                                             |  |  |       |  |  |                     |  |  |                    |  |
|                                                               |                          | Elena di Waldeck e Pyrmont                                      | Giorgio Vittorio di Waldeck e Pyrmont                       |  |  |       |  |  |                     |  |  |                    |  |
|                                                               |                          | Elena di Waldeck e Pyrmont                                      | Giorgio Vittorio di Waldeck e Pyrmont                       |  |  |       |  |  |                     |  |  |                    |  |
|                                                               |                          | Elena di Waldeck e Pyrmont                                      | Elena di Nassau                                             |  |  |       |  |  |                     |  |  |                    |  |
| Sibilla di Sassonia-Coburgo-Gotha                             |                          | Elena di Waldeck e Pyrmont                                      |                                                             |  |  |       |  |  |                     |  |  |                    |  |
|                                                               |                          | Federico Ferdinando di Schleswig-Holstein-Sonderburg-Glücksburg | Federico di Schleswig-Holstein-Sonderburg-Glücksburg        |  |  |       |  |  |                     |  |  |                    |  |
|                                                               |                          | Federico Ferdinando di Schleswig-Holstein-Sonderburg-Glücksburg | Federico di Schleswig-Holstein-Sonderburg-Glücksburg        |  |  |       |  |  |                     |  |  |                    |  |
|                                                               |                          | Federico Ferdinando di Schleswig-Holstein-Sonderburg-Glücksburg | Adelaide di Schaumburg-Lippe                                |  |  |       |  |  |                     |  |  |                    |  |
| Vittoria Adelaide di Schleswig-Holstein-Sonderburg-Glücksburg |                          | Federico Ferdinando di Schleswig-Holstein-Sonderburg-Glücksburg |                                                             |  |  |       |  |  |                     |  |  |                    |  |
|                                                               |                          | Carolina Matilde di Schleswig-Holstein-Sonderburg-Augustenburg  | Federico VIII di Schleswig-Holstein-Sonderburg-Augustenburg |  |  |       |  |  |                     |  |  |                    |  |
|                                                               |                          | Carolina Matilde di Schleswig-Holstein-Sonderburg-Augustenburg  | Federico VIII di Schleswig-Holstein-Sonderburg-Augustenburg |  |  |       |  |  |                     |  |  |                    |  |
|                                                               |                          | Carolina Matilde di Schleswig-Holstein-Sonderburg-Augustenburg  | Adelaide di Hohenlohe-Langenburg                            |  |  |       |  |  |                     |  |  |                    |  |
|                                                               |                          | Carolina Matilde di Schleswig-Holstein-Sonderburg-Augustenburg  |                                                             |  |  |       |  |  |                     |  |  |                    |  |